# Jodhaa Akbar
Jodhaa Akbar (Hindi: जोधा-अकबर, Urdu: جودھا اکبر) ist ein Bollywood-Film von Ashutosh Gowariker aus dem Jahr 2008. In Indien lief der Film am 15. Februar des Jahres in den Kinos an. Er wurde von UTV Motion Pictures produziert.

## Handlung
Jodhaa Akbar spielt im 16. Jahrhundert und handelt von der Hochzeit des großen muslimischen Herrschers Akbar und der aus Rajasthan stammenden Hindu-Prinzessin Jodhaa.
Jalaluddin Muhammad Akbar kam bereits in jungen Jahren an die Macht und vergrößert, unter der anfänglichen Leitung seines Vormund Bairam Khan, seinen Machtbereich durch viele Eroberungsfeldzüge.
Er wurde nach langen Zankereien mit Prinzessin Jodhaa aus Ajmer verheiratet. Jodhaa, die einen Mann liebt, der eine andere Religion hat, sollte ihn äußerlich als Mann akzeptieren, aber innerlich hatte sie noch Kummer.

## Produktion und Veröffentlichung
Der Film wurde 2008 von Ashutosh Gowariker Productions Pvt. und UTV Motion Pictures produziert. Regie führte Ashutosh Gowariker und das Drehbuch schrieben Haidar Ali, Ashutosh Gowariker und K. P. Saxena. Der Film kam am 15. Februar 2008 in die indischen Kinos und wurde unter anderem ins Französische und Englische übersetzt. Die deutsche Premiere war am 3. April 2008.

## Kritiken und Auszeichnungen
Der Film gewann den Publikumspreis für ausländische Filme beim São Paulo International Film Festival 2008, zwei Auszeichnungen beim Golden Minbar International Film Festival of Muslim Cinema sowie mehrere Preise bei indischen Filmfestivals. 
Laut taz.de zeige der Film viel Pracht, in Musik, Tanz und Ausstattung, jedoch nie Protz und Prunk aus Selbstzweck. Die „Schönheit der Menschen, Bilder, Einstellungen, Farben und Objekte des Films“ stehen „stets im Dienst eines Humanismus“. Neben der Liebe zwischen den Hauptfiguren behandele der Film auch gesellschaftspolitische Themen. Dennoch sei der Film entspannt, sanft und lasse Zeit zum Luftholen.